# À nous deux, Manhattan
À nous deux, Manhattan (I'll Take Manhattan) est une mini-série américaine en quatre parties de 94 minutes d'après le roman du même titre de Judith Krantz, diffusée du 1er au 22 mars 1987 sur le réseau CBS.

## Synopsis
Maxi Amberville tente de sauver l'empire bâti par son père. Mais son oncle compte bien l'en empêcher…

## Fiche technique
- Titre original : I'll Take Manhattan
- Réalisation : Douglas Hickox et Richard Michaels
- Scénario : Diana Gould et Sherman Yellen, d'après le roman de Judith Krantz
- Directeurs de la photographie : Larry Pizer et Steven Poster
- Montage : Michael Brown et John C. Horger
- Musique : Lee Holdridge
- Costumes : John Boxer et Larry S. Wells
- Décors : Charles C. Bennett
- Production : Stanley Kallis
- Genre : Drame
- Pays :  États-Unis
- Durée : 375 minutes
- Date de diffusion :
  -  États-Unis : 1er mars 1987

## Distribution
- Valerie Bertinelli (VF : Emmanuèle Bondeville) : Maxime « Maxi » Amberville
- Barry Bostwick (VF : Jean Barney) : Zachary Amberville
- Francesca Annis (VF : Annie Sinigalia) : Lily Amberville
- Jane Kaczmarek (VF : Perrette Pradier) : Nina Stern
- Jack Scalia (VF : Michel Derain) : Rocco Sipriani
- Paul Hecht (VF : Jean-Pierre Delage) : Pavka Mayer
- Tim Daly (VF : Vincent Violette) : Toby Amberville
- Julianne Moore (VF : Céline Monsarrat) : India West
- Adam Storke (VF : Vincent Ropion) : Justin Amberville
- Perry King (VF : Jean-Luc Kayser) : Cutter Amberville
- Ken Olin (VF : Joel Martineau) : Nat Lammerman
- Kate Vernon (VF : Anne Kerylen) : Nanette Alexander
- Brett Cullen (VF : Éric Herson-Macarel) : Dennis Brady
- Lynne Griffin (VF : Dorothée Jemma) : Candice Alexander
- Georgia Slowe (en) : Lily jeune
- Adam LeFevre : Jumbo Booker
- Doug Davidson : Male Model
- Barbara Barrie (VF : Nicole Vervil) : Mrs Sarah Amberville
- Fritz Weaver (VF : Jean Berger) : M. Amberville
- Donald Trump : lui-même
- Walter Gotell (VF : William Sabatier) : Jonas Alexander
- Louis Guss : le marchand de journaux

 Source et légende : version française (VF) sur RS Doublage